# 赫里亞尼基夫卡
49°50′28″N 37°42′36″E / 49.84111°N 37.71000°E
赫里亞尼基夫卡（烏克蘭語：Гряниківка）是位於烏克蘭東部的村莊，由哈爾科夫州庫皮揚斯克區的德沃里奇纳市镇負責管轄。該村始建於1825年，面積0.74平方公里，海拔高度82米，2001年人口607，人口密度每平方公里823.6人。
赫里亞尼基夫卡在俄羅斯入侵烏克蘭後便持續受到炮擊。2023年2月，俄羅斯表示已佔領該村莊。

## 外部連結
- Погода в селі Гряниківка（页面存档备份，存于）